# G.I.T. on Broadway
G.I.T. on Broadway è un album dei gruppi musicali R&B statunitensi Diana Ross & The Supremes e The Temptations, pubblicato dalla Motown Records nel 1969.
L'album fu registrato nel corso dell'omonimo speciale televisivo trasmesso il 12 novembre 1969 dalla NBC.
"G.I.T." sta per Gettin' It Together.

## Tracce
1. G.I.T. On Broadway
2. Broadway Medley
3. Malteds over Manhattan
4. Leading Lady Medley
5. Fiddler on the Roof Medley
6. The Student Mountie
7. The Rhythm of Life
8. Finale: Let the Sunshine In
9. Funky Broadway
10. G.I.T. On Broadway (Reprise)